# Arsenal VG 90
Arsenal VG 90 byl palubní proudový stíhací letoun vyrobený ve Francii v roce 1949, který nepřekročil stádium prototypů. Měl být posuzován proti typům SNCAC NC.1080 a Nord N.2200 v soutěži vypsané Aéronavale, ale oba vyrobené prototypy VG 90 byly zničeny při smrtelných nehodách v raných fázích vývoje. K první došlo 25. května 1950, když během letu utržený kryt podvozku zasáhl ocasní plochy, a zahynul při ní zkušební pilot Pierre Decroo. Při druhé, 21. února 1952 se ocasní plochy VG 90-02 odtrhly následkem aerodynamického třepetání, a zahynul pilot Claude Dellys, jehož vystřelovací sedadlo selhalo. Stavba třetího rozestavěného prototypu pak byla zastavena.
VG 90 byl konstrukčně příbuzný předchozímu experimentálnímu letounu VG 70 a jeho variantě VG 80, hornoplošníkům se šípovými křídly, ale vstupy vzduchu k motoru měl na bocích trupu.

## Specifikace

### Technické údaje
- Osádka: 1 (pilot)
- Délka: 13,44 m
- Rozpětí: 12,60 m
- Nosná plocha: 30,7 m²
- Výška: 3,55 m
- Prázdná hmotnost: 5 100 kg
- Vzletová hmotnost: 8 090 kg
- Pohonná jednotka: 1 × proudový motor Hispano-Suiza Nene
- Tah pohonné jednotky: 22,2 kN (5 000 lbf)

### Výkony
- Maximální rychlost: 920 km/h
- Dolet: 1 550 km
- Praktický dostup: 13 000 m
- Stoupavost: 23 m/s

### Výzbroj
- 3 × 30mm kanón
- 2 × 500kg puma